# Trompetten van Toetanchamon

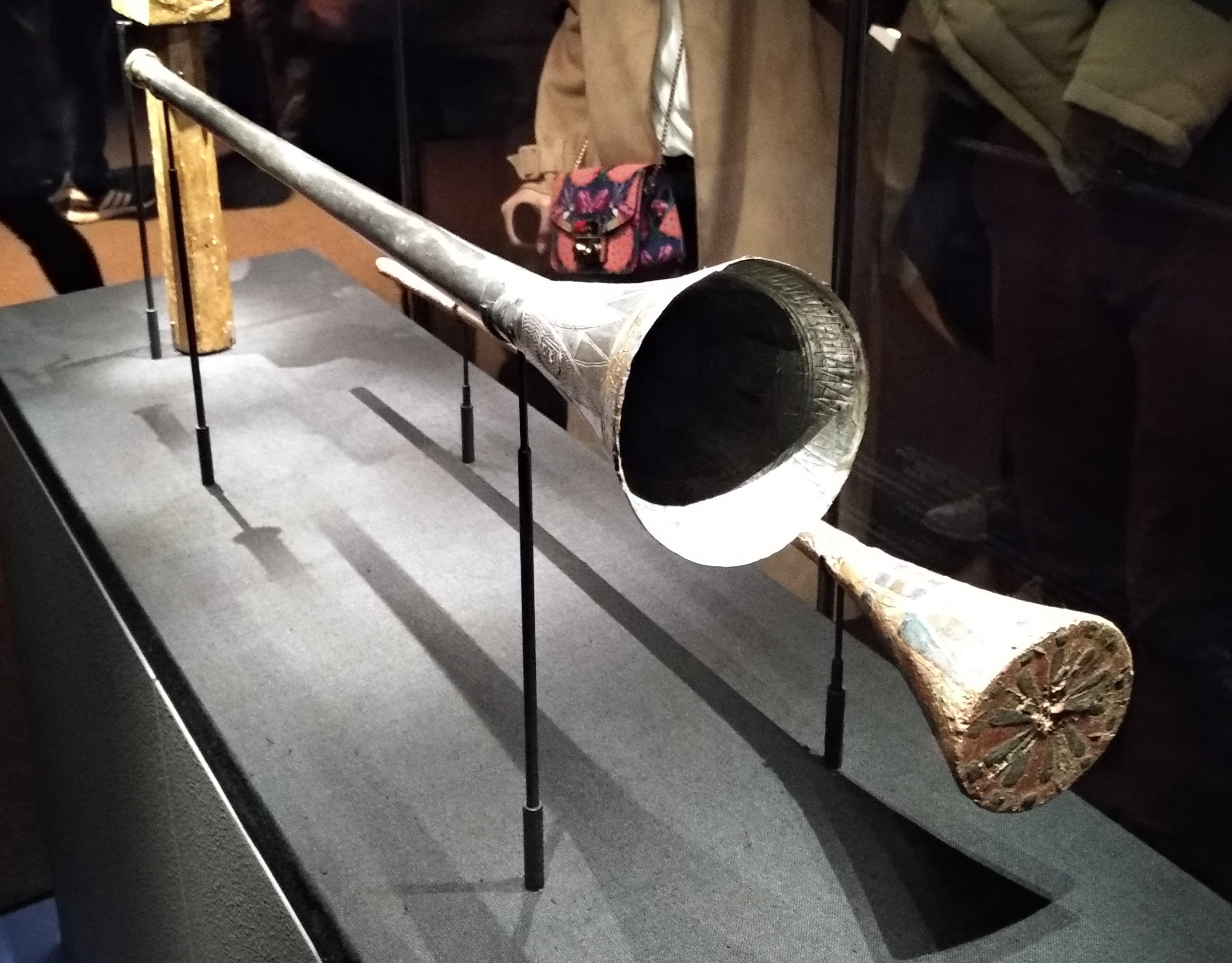
Zilveren met goud beslagen trompet en de houten demper Egyptisch Museum te Caïro

De trompetten van Toetanchamon zijn twee militaire muziekinstrumenten die zijn gevonden in graf DK 62, de graftombe van farao Toetanchamon. Het bestaan van de instrumenten is bekend sinds 1922, toen Howard Carter het graf van Toetanchamon ontdekte. Het zijn tot op heden de oudst bekende trompetten.
De trompetten zijn wat betreft formaat vrijwel hetzelfde en werden dan ook samen gevonden, verpakt in riet. Een van de trompetten (de zogenaamde Sheneb) is van zilver, de ander is gemaakt van brons. De trompetten zijn 58 centimeter lang, hebben een paviljoen van 8,8 centimeter (in het uiteinde) en de buis heeft een diameter variërend van 1,7 (bij het mondstuk) tot 2,6 (bij de beker) centimeter. De trompetten hebben geen ventielen, maar met behulp van wisseling van de mondposities kunnen diverse natuurtonen zoals grondtoon, octaaf, kwint en terts gespeeld worden. 
In de zilveren trompet is een houten blok gevonden, in dezelfde vorm als het paviljoen, dat mogelijk als demper diende. Het paviljoen van de zilveren trompet is versierd met afbeeldingen van Ptah, Amon en Horus.
Sinds de ontdekking hebben de trompetten van Toetanchamon meerdere avonturen doorstaan. Bij de eerste poging de zilveren trompet te bespelen, waarbij er een modern mondstuk op de trompet was gezet, brak deze. Met veel moeite kon hij uiteindelijk weer worden gerestaureerd en in 1939 werden beide trompetten succesvol bespeeld tijdens een radio-uitzending vanuit Egypte van de BBC. Nadien is de trompet niet of nauwelijks meer gebruikt. Tegenwoordig liggen beide muziekinstrumenten in het Egyptisch Museum te Caïro. De trompetten zijn niet de enige trompetten uit de Egyptische oudheid die zijn gevonden; in het Louvre te Parijs ligt nog een trompet uit de Ptolemaeïsche periode.